# Slaget ved Meadow Bridge
Slaget ved Meadow Bridge var en træfning den 12. maj 1864 i Henrico County, Virginia under Overland kampagnen i den Amerikanske borgerkrig. Retirerende Unionskavaleri under generalmajor Philip Sheridan tiltvang sig adgang til at krydse en jernbanebro over den af regn opsvulmede Chickahominy flod og gjorde det muligt for pionerer og ingeniører hurtigt at genopbygge broen, hvilket gjorde muligt for tropperne at undslippe.

## Baggrund
Den 11 maj 1864 havde Sheridan og hans Unionskavaleri på 2. dagen af et voveligt raid mod den konfødererede hovedstad Richmond besejret og dødeligt såret generalmajor J.E.B. Stuart i slaget ved Yellow Tavern. Opfyldt af sejren førte Sheridan sine tropper sydpå mod Richmond mens han forsigtigt følte sig vej gennem de forladte ydre forsvarsværker under truende skyer. Da natten faldt på ramte et kraftigt tordenskyl kolonnen, men Sheridan fortsatte fremrykningen ned ad Brook Pike landevejen uden at være klar over at han var ved at placere sig selv i en mulig fælde. Comfødererede havde efterladt miner på vejen, og mange eksploderede ved passagen og dræbte adskillige heste, men forsinkede ikke kolonnen yderligere. Ved daggry sluttede tordenvejret, og Sheridan var nået blot 4 km fra sit mål. Til sin ærgrelse så han at de mellemste forsvarslinjer myldrede med fjendtlige tropper. Hans venstre flanke var ud mod den opsvulmede Chickahominy og konfødereret kavaleri truede ham i rygget, og håbede på at erobre Unionsstyrken.

## Slaget
Sheridan vurderede hurtigt situationen og besluttede sig til at gennemtvinge en overgang over floden ved Meadow Bridge, hvor Virginia Central Railroad krydsede floden. De konfødererede havde tidligere fjernet brodækket far vejsiden af broen, så den midlertidig var ubrugelig, selv om resten af broen var intakt Sheridan tildelte Første division under brigadegeneral Wesley Merritt opgaven med at tage broen og skrænterne på den anden side. Tredje division under brigadegeneral James H. Wilson skulle følge efter så snart brohovedet var sikret, mens brigadegeneral David McM. Gregg's Anden division placerede sig mellem Richmond og floden for at sikre den planlagte overgang.

Bagtroppen i Anden division blev angrebet fra tre sider så snart der var tilstrækkeligt lys til at en brigade af konfødereret infanteri kunne gøre udfald fra befæstningerne. Snart sluttede andre konfødererede – herunder borgere som hastigt blev presset ind i militærtjeneste – sig til kampen i et forsøg på at bryde gennem de bageste linjer. Ifølge regimentshistorikeren fra veteranregimentet 1st Pennsylvania Cavalry, 
Enhver indsats blev gjort af fjenden for at bryde gennem vor divisions linier og presse os tilbage mod floden og sumpen. Men hver gang fjenden kom frem blev han drevet tilbage med store tab. Kampen fortsatte på denne måde, fjenden angreb gang på gang, blot for at blive kastet tilbage indtil omkring kl. 11 da han, tilsyneladende fuldstændig nedslået over sine gentagne tilbageslag, trak sig tilbage… 
Wilsons mænd blev i starten presset tilbage i nogen forvirring, men Gregg havde gemt en stærk linje af skytter med repeter geværer i en slugt. Hans mænd udsendte en ødelæggende ild, som stoppede det afsluttende konføderede fremstød, bistået af nogle af Wilsons mænd, som faldt i flanken på den angribende styrke. Unionens hesteartilleri sikrede sig at det konfødererede infanteri ikke længere udgjorde en trussel, og tre regimenter til hest havde træfninger med det konfødererede kavaleri, som nærmede sig, adskilte dem og beskyttede hærens ryg. James B. Gordon, en konfødereret brigadegeneral, som havde kommandoen over en kavaleribrigade fra North Carolina blev dødeligt såret i kampen og døde den 18. maj.
I mellemtiden havde 6th New York Cavalry, under oberst Alfred Gibbs, forsigtigt krydset jernbanebroen og var galloperet ned ad en smal dæmning på den anden side og havde spredt al modstand og åbnet vejen trods artilleri beskydning. Brigadegeneral George Armstrong Custer’s afsiddede kavalerister havde i begyndelsen af eftermiddagen held til at rydde den nordlige bred af Chickahominy floden og få et brohoved på den konfødererede side af floden. Custers mænd holdt resterende truende enheder nede med geværild og erobrede to kanoner, mens pionerer energisk lagde planker på broen for at sikre overgang for større antal af mænd og heste. Midt på eftermiddagen var hele Merritts division ovre og gav sig i lag med de hurtigt opkastede forskansninger på Richmond Heights og drev forsvarerne tilbage til Gaines' Mill. Klokken 16 havde resten af Sheridans kavaleri krydset floden. Sheridan ødelagde broen efter sig for at forhindre yderligere forfølgelse. Resten af dagen samlede Sheridans mænd deres sårede og begravede deres døde, lod deres heste græsse på engene og læste ivrigt aviserne fra Richmond, som to drenge med forretningsforståelse havde bragt gennem linjerne og solgte til Unionssoldaterne.

## Efterspil
Efter at hans mænd havde hvilet sig spredte Sheridan resterende konføderet modstand i området og marcherede sin kolonne til Mechanicsville udenfor fare. Den 14. maj førte han sine mænd i sikkerhed ved  James River og sluttede sit raid.
Sheridan rapporterede om 425 døde og sårede på marchen fra Yellow Tavern. Confederate losses are not recorded.